# Sojuz 27
Sojuz 27  byla kosmická loď SSSR z roku 1978, která se svou posádkou absolvovala let k sovětské orbitální stanici Saljut 6. Podle katalogu COSPAR dostala označení 1978-003A a byl to 62. registrovaný let kosmické lodě s lidmi na palubě ze Země. Jejím volacím znakem byl PAMIR.

## Posádka
Dvoučlennou posádku tvořili tito kosmonauti:
- Vladimir Džanibekov, velitel lodě, 35 roků, první let do vesmíru
- Oleg Makarov, palubní inženýr, 45 roků, třetí let do vesmíru

## Průběh letu

### Start
Loď odstartovala 10. ledna 1978 krátce po poledni z kosmodromu Bajkonur s pomocí rakety Sojuz U. Start se vydařil, systém automatického přibližování fungoval včetně závěrečné operace pevného spojení. Po připojení 11. ledna 1978 byl poprvé vytvořen na orbitální dráze komplex tří spojených kosmických těles, protože u druhého spojovacího uzlu byla již dříve připojená loď Sojuz 26 se stálou posádkou stanice.

### Práce na stanici
Po dvou obězích návštěva, posádka Sojuzu 27, přestoupila do nitra stanice, kde ji členové stálé posádky ve složení Jurij Romaněnko a Georgij Grečko přivítali a převzali poštu a pracovní materiály (vč. atlasu světa). Vytvořila se čtyřčlenná pracovní skupina, jejímž velitelem byl určen Romaněnko.
Práci zahájili na experimentu CITOS, připraveným ve spolupráci vědců SSSR a Francie. Jednalo se o zkoumání dělení buněk ve stavu beztíže.
O dva dny později, 13. ledna 1978, posádky provedly vzájemné výměny anatomicky tvarovaných sedadel obou připojených Sojuzů a dalších předmětů. To proto, že návštěva měla cestovat zpět v dříve zaparkované lodi, tedy ne v té, kterou přiletěla. Podobný systém byl praktikován později i na dalších stanicích a mnoha letech s návštěvami. Navíc zde zůstávaly pochybnosti o stavu připojovacího uzlu, kde se marně pokoušela ke stanici připojit posádka Sojuzu 25 před třemi měsíci.

### Odlet návštěvy domů
Dne 15. ledna byl experiment CITOS ukončen a uložen na palubě Sojuzu 26. Další den, tj. 16. ledna, Džanibekov s Makarovem do lodi Sojuz 26 nastoupili, oddělili se od stanice Saljut 6 a krátce po poledni téhož dne přistáli na Zemi. Přistání bylo provedeno s pomocí padákového systému a brzdících motorů, kabina lodi dopadla měkce 310 km západně od Celinogradu v Kazachstánu.

### Návrat Sojuzu 27
Loď Sojuz 27 zůstala zaparkovaná u Saljutu 6 další dva měsíce. Mezitím byla na stanici další, tentokrát první mezinárodní návštěva se Sojuzem 28 (Gubarev a Vladimír Remek) a také zde byla nákladová bezpilotní loď Progres 1. Po jejich odletu zůstala na stanici jen základní posádka Romaněnko s Grečkem a postupně délkou svého letu překonala napřed sovětský, pak i čtyři roky starý světový – americký rekord.
Dne 16. března 1978 stanici posádka opustila v Sojuzu 27, po odpojení byl zahájen přistávací manévr. S pomocí motoru a padáků oddělená kabina s oběma kosmonauty přistála téhož dne v Kazachstánu 265 km od Celinogradu.

## Konstrukce lodě
Udaná startovací hmotnost byla 6570 kg. Loď se obdobně jako ostatní lodě Sojuz skládala ze tří částí, kulovité orbitální sekce, návratové kabiny a sekce přístrojové. Měla namontováno spojovací zařízení.